# 伍德山 (育空)
伍德山是加拿大的山峰，位於克魯瓦尼國家公園及保留地，由育空負責管轄，屬於聖埃利亞斯山脈的一部分，海拔高度4,842米，是該國第七高峰。
61°13′58″N 140°30′45″W / 61.23278°N 140.51250°W